# キマユホオジロ
キマユホオジロ （黄眉頬白、学名：Emberiza chrysophrys）は、スズメ目ホオジロ科の鳥類の一種である。
和名の由来は、眉線が黄色であることから。

## 分布
シベリア中部で繁殖し、冬季は中国中部および南東部に渡り越冬する。
日本では数少ない旅鳥として主に西日本に渡来する。日本海側の島嶼部では春秋の渡りの時期に毎年記録され、特に対馬では春に割合普通に観察される。

## 形態
体長約15.5cm。雄の夏羽は、額、眼先、側頭線、頬は黒く、頭央線は白色、眉斑は黄色である。背中と腰は茶褐色で、体の下面は白く脇に黒褐色の細い縦斑がある。雌は頭央線が不明瞭で、額、眼先、側頭線、頬は黒褐色である。雄の冬羽は雌に似ているが、頭央線が白く明瞭であることで区別できる。

## 生態
平地の草地や林縁、農耕地に生息する。
地上を跳ね歩きながら、草木の種子や昆虫類を採食する。採食を終えると灌木の茂みで休息をとる。
地鳴きは「チッ　チッ」。

## 画像

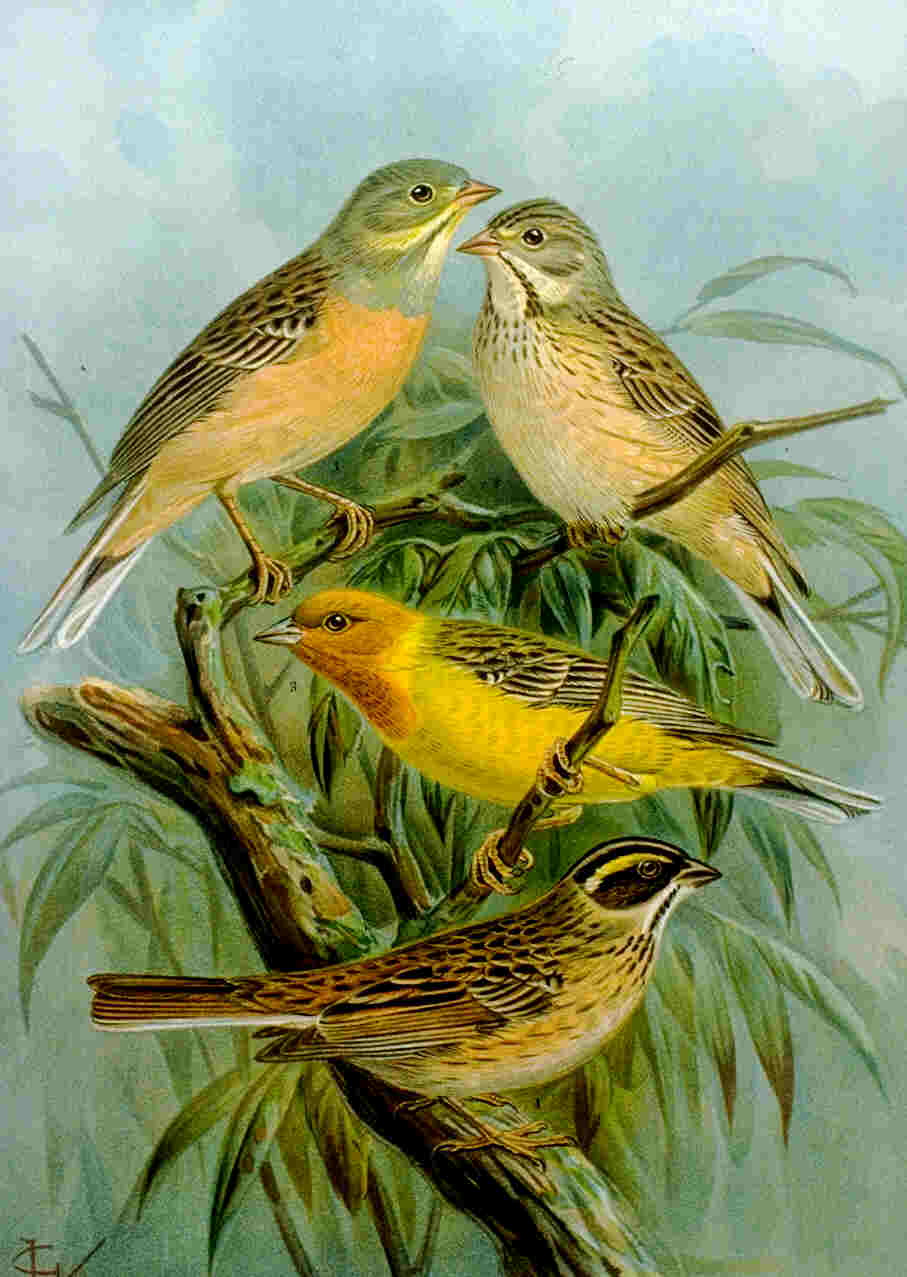
一番下がキマユホオジロ
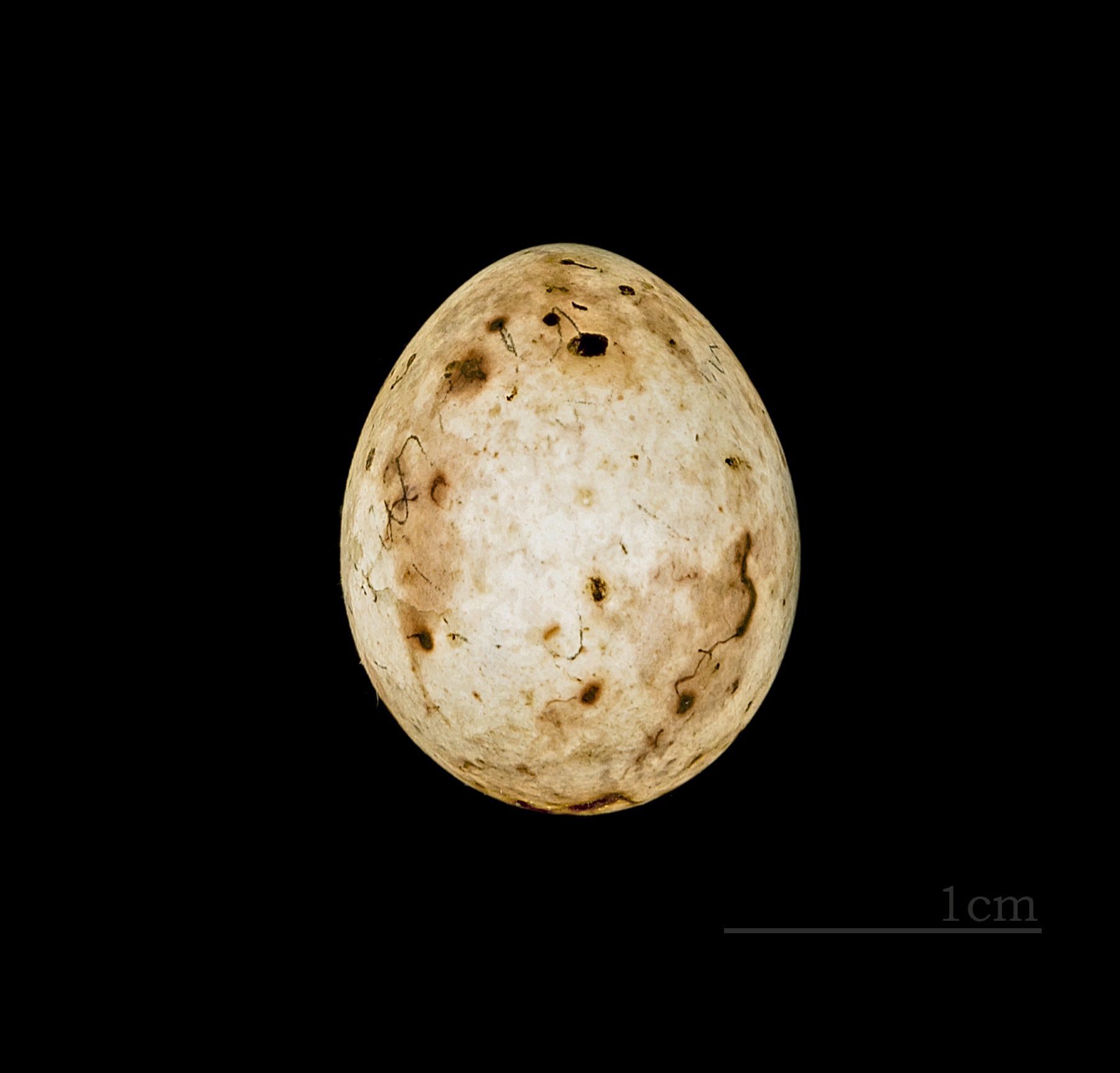